# Donald Newhouse
Donald Newhouse est un homme d'affaires américain. Il est l'un des héritiers de Condé Nast Publications. D'après Forbes, en 2008 il est la tête d'une fortune de 8,5 milliards de dollars.

## Source
- Journal du net
- Forbes